# ドットプロット
ドットプロット（英: dot plot）とは、統計用グラフの一種。横軸に名義尺度（カテゴリ、番号など）を取り、1標本を1個の点（ドット）で表現する。分布の様子を直感的に捉えやすい。縦軸に表現する数値により2種類に分けられる。

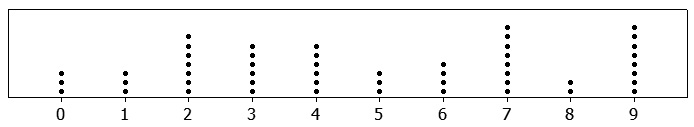
1 の意味でのドットプロットの例

1. 横軸に示された各カテゴリに属す標本の個数（度数分布）を示すもの。普通は点を縦に等間隔に積み上げ、カテゴリ間の比較が容易にできるようにする。一種のヒストグラムであり、個数が大きい場合は通常のヒストグラムを用いるのが便利である。
2. 個数でなく各対象のデータを縦軸に示すもの。一種の散布図であり、横軸に名義尺度を取った場合と考えることができる。カテゴリごとにデータの分布の様子を具体的に見ることができる。複数の点が重なる場合に表示しにくいのが難点で、特に度数が大きい場合には棒グラフや箱ひげ図などを用いるのが便利である。